# Cedric Cox (homme politique)
Pour les articles homonymes, voir Cedric Cox et Cox.
Cedric Cox (27 janvier 1913-10 mai 1993) est un homme politique et syndicaliste canadien de la Colombie-Britannique. Il est député provincial social-démocrate de la circonscription britanno-colombienne de Burnaby d'une élection partielle déclenchée à la suite du décès du député et beau-père, Ernest Winch, en 1957 à 1963.

## Biographie
Né à Rossland dans le sud de la Colombie-Britannique, Cox travaille comme machiniste à Trail et ensuite pour la Heaps Engineering de Burnaby. Pendant la Seconde Guerre mondiale, il sert dans la Marine royale canadienne.
Il travaille comme président de la branche vancouvéroise du groupe Fair Play for Cuba Committee avec Phil Courneyeur comme secrétaire. L'organisation vise à soutenir la révolution cubaine contre les attaques du gouvernement fédéral des États-Unis. Cox est critiqué pour avoir accepté en  janvier 1963 un voyage à Cuba financé par le gouvernement de Fidel Castro quelques mois après la crise des missiles d'octobre 1962. À son retour, il organise une rencontre avec l'organisation CCF-NPD de la circonscription et le syndicat Oil, Atomic and Chemical Workers où il répond aux critiques et assure avoir la volonté de retourner à Cuba s'il était à nouveau invité. 
Il est défait lors de l'élection de 1963.
Cox meurt à Kamloops en Colombie-Britannique en mai 1993 à l'âge de 80 ans.